# Зимівники
Зимі́вники — село в Україні, у Довжанській міській громаді Довжанського району Луганської області. Населення становить 133 особи.
Знаходиться на тимчасово окупованій території України.

## Географія
Географічні координати: 48°5' пн. ш. 39°49' сх. д. Часовий пояс — UTC+2. Загальна площа села — 42,2 км².
Село розташоване у східній частині Донбасу за 16 км від Довжанська. Найближча залізнична станція — Красна могила, за 1 км.

## Історія
Територія на якій розташоване теперішнє село є стародавньою запорізькою власністю, назва
утворена від слова «зимівник».
Поселення було засноване запорізькими козаками Кальміуської паланки в 1796 році. Згодом територія була заселена українськими селянами з Правобережжя України та центральних губерній Росії.
12 червня 2020 року, відповідно до Розпорядження Кабінету Міністрів України № 717-р «Про визначення адміністративних центрів та затвердження територій територіальних громад Луганської області», увійшло до складу Довжанської міської громади.
17 липня 2020 року, в результаті адміністративно-територіальної реформи та ліквідації  колишніх Довжанського (1938—2020) та Сорокинського районів, увійшло до складу новоутвореного Довжанського району.

## Населення

### Мова
Розподіл населення за рідною мовою за даними перепису 2001 року:
| Мова       | Кількість | Відсоток |
| ---------- | --------- | -------- |
| російська  | 128       | 96.24%   |
| українська | 3         | 2.26%    |
| вірменська | 1         | 1.50%    |
| Усього     | 133       | 100%     |

За даними перепису 2001 року населення села становило 133 особи, з них 2,26 % зазначили рідною мову українську, 96,24 % — російську, а 1,5 % — іншу.

## Економіка
На території села працює фермерське господарство.

## Пам'ятки
На околиці села виявлена стоянка епохи мезоліту.